# P-トルアルデヒド
p-トルアルデヒド (p-tolualdehyde) もしくは 4-メチルベンズアルデヒド (4-methylbenzaldehyde) は、単純な芳香族アルデヒドの一つ。市販されているが、ガッターマン・コッホ反応によりトルエン、一酸化炭素、塩酸から合成できる。
無色透明の液体で、フルーティーな香気を有する。香水、香味料、PP（ポリプロピレン）透明化核剤原料に用いられる。
消防法では、引火性液体第四類、第三石油類、非水溶性液体IIIに指定されている。
日本国内の製造者は三菱ガス化学（株）のみ。